# U-Bahnhof Mundsburg
Der U-Bahnhof Mundsburg ist ein im Stil der Reformarchitektur gehaltenes Gebäude auf der Ringlinie U 3 im Hamburger Stadtteil Uhlenhorst. Er ist Teil des zwischen 1906 und 1912 von Siemens & Halske unter Mitwirkung des Hamburger Ingenieurwesens errichteten Hoch- und Untergrundbahnringes. Das Kürzel der Station bei der Betreiber-Gesellschaft Hamburger Hochbahn lautet „MU“. Der mit dem ersten Abschnitt der Hamburger U-Bahn 1912 fertiggestellte Bahnhof wurde vom Architekturbüro Raabe & Wöhlecke entworfen. Die Innenausstattung blieb teilweise erhalten, beispielsweise die Eingangsschwingtüren und die Holzbänke. 1986 wurde der Bahnhof umfassend renoviert. Die Brückenteile im Bereich Mundsburg wurden 2001 und 2011 erneuert.

## Zubringer
Der U-Bahnhof hat täglich 22.921 Ein- und Aussteiger (Mo–Fr, 2019).
Am U-Bahnhof halten die Metrobuslinien 18 und 25, die Stadtbuslinie 172 sowie die Nachtbuslinie 607. Ein Taxistand befindet sich an der Nordseite des Bahnhofs.
Für das Leihsystem der Hamburger roten „Stadträder“ wurde an der Nordseite des U-Bahnhofs eine Station eingerichtet. Weiter sind Fahrradbügel auf der Nordseite und ein Fahrradhäuschen auf der Südseite vorhanden.
Beide Bahnsteige wurden für mobilitätseingeschränkte Fahrgäste und Kunden mit Lasten und Kinderwagen mit Fahrstühlen ausgerüstet, die im März 2015 freigegeben wurden.

## Fotos

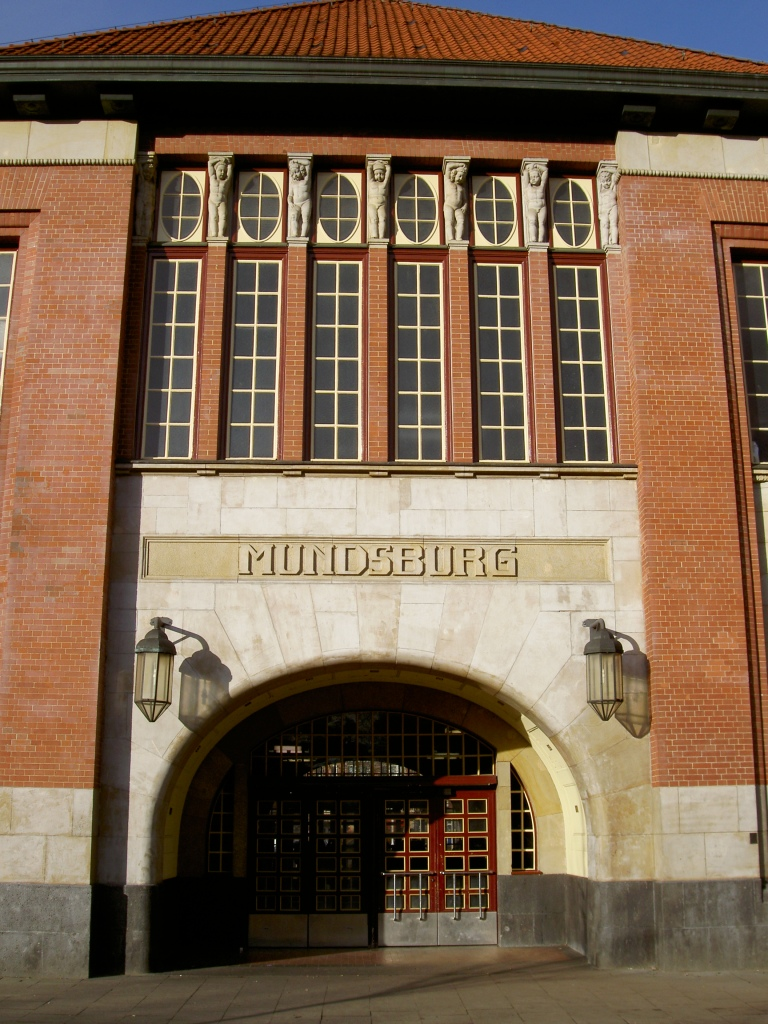
Eingang
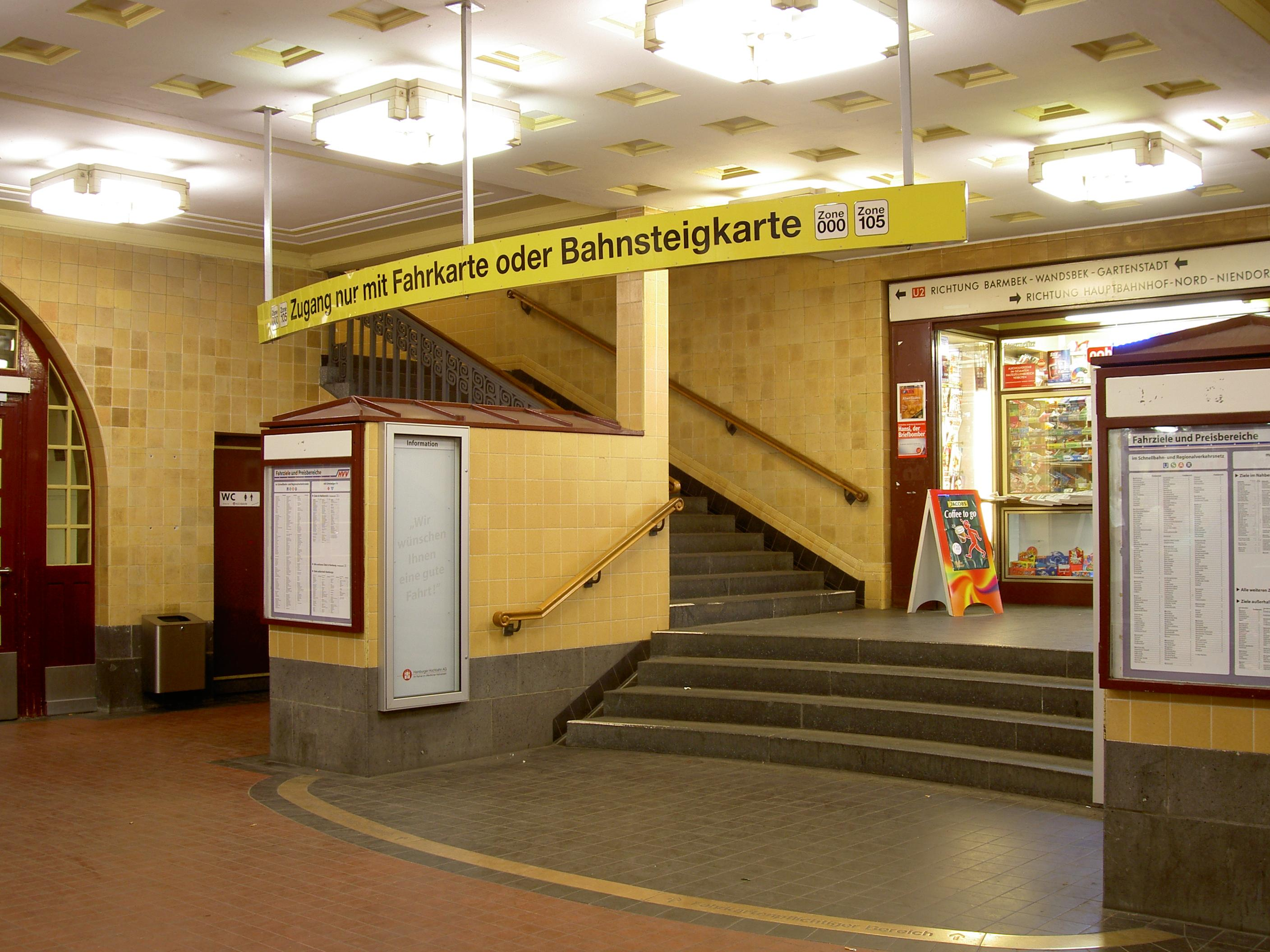
Treppen
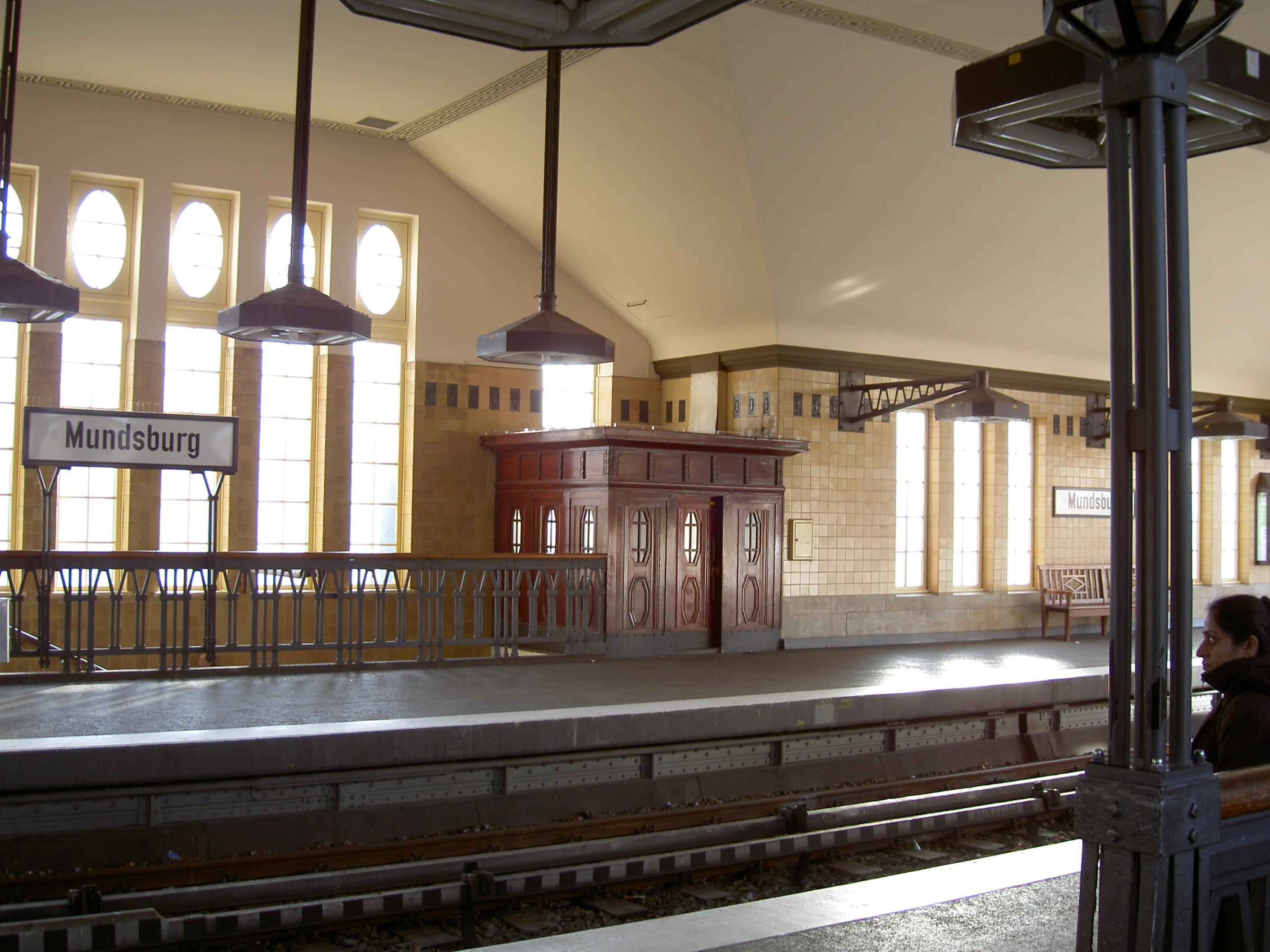
Seitenbahnsteige
Außenansicht 1912
Eingangshalle 1912

| Linie | Verlauf |
| ----- | --- |
| U 3   | Barmbek – Saarlandstraße – Borgweg (Stadtpark) – Sierichstraße – Kellinghusenstraße – Eppendorfer Baum – Hoheluftbrücke – Schlump – Sternschanze – Feldstraße (Heiligengeistfeld) – St. Pauli – Landungsbrücken – Baumwall (Elbphilharmonie) – Rödingsmarkt – Rathaus – Mönckebergstraße – Hauptbahnhof Süd – Berliner Tor – Lübecker Straße – Uhlandstraße – Mundsburg – Hamburger Straße – Dehnhaide – Barmbek – (in Planung Fuhlsbüttler Straße –) Habichtstraße – Wandsbek-Gartenstadt |